# Massimino di Treviri
Massimino di Treviri, in tedesco Maximin von Trier o anche Maximinus von Trier (Silly, fine del III secolo – Poitiers, 12 settembre 349), fu vescovo di Treviri ed è venerato come santo.

## Biografia
Fu vescovo di Treviri al tempo del governo dei figli di Costantino I e fu uno strenuo avversario dell'arianesimo. Al suo amico e compagno di lotta sant'Atanasio diede asilo a Treviri dal 335 al 337.
Morì tornando da un viaggio di Costantinopoli.

## Culto

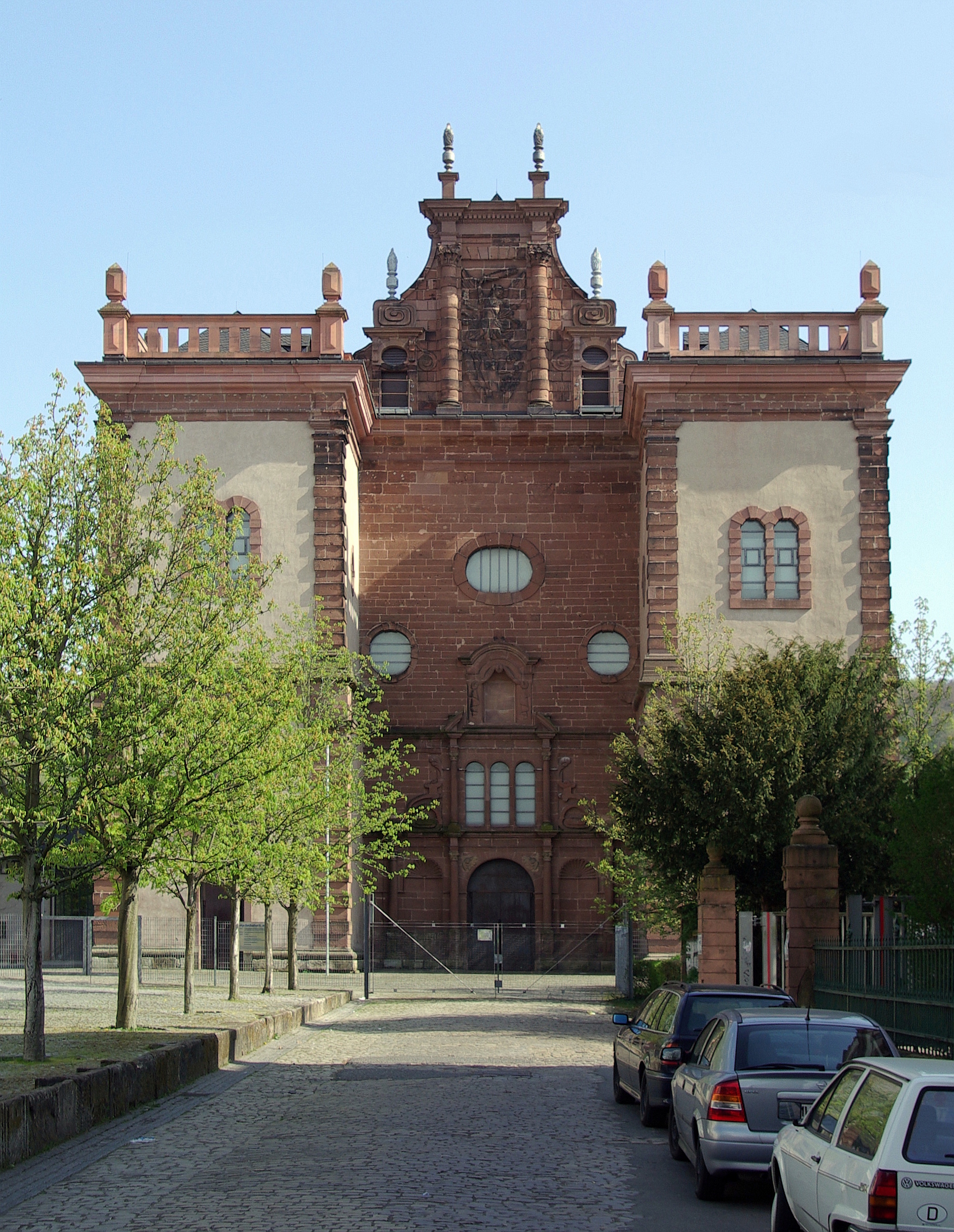
Lato occidentale della ex Abbazia imperiale di San Massimino in Treviri.

Il suo successore san Paolino fece traslare le sue spoglie a Treviri il 29 maggio del 353. Sulla sua tomba nel VI secolo venne eretta un'abbazia benedettina che divenne poi l'Abbazia imperiale di San Massimino. La chiesa di San Giovanni venne successivamente dedicata a lui.
Il suo capo è oggi conservato nella chiesa parrocchiale di Santa Maria e San Martino (kirche St. Maria und St. Martin) del quartiere di Trier-Pfalzel a Treviri.
Egli è considerato il patrono contro i pericoli del mare, della pioggia e dello spergiuro. Egli è venerato soprattutto in Alsazia e nella zona circostante Treviri.
Viene spesso rappresentato in compagnia di un orso, che secondo la leggenda avrebbe ucciso il cavallo (o asino o mulo) che trasportava il suo bagaglio durante un suo viaggio a Roma e che egli avrebbe costretto a sostituirsi alla bestia uccisa nel trasporto delle sue robe.
La sua Memoria liturgica cade il 29 maggio.